# شهر جهانی

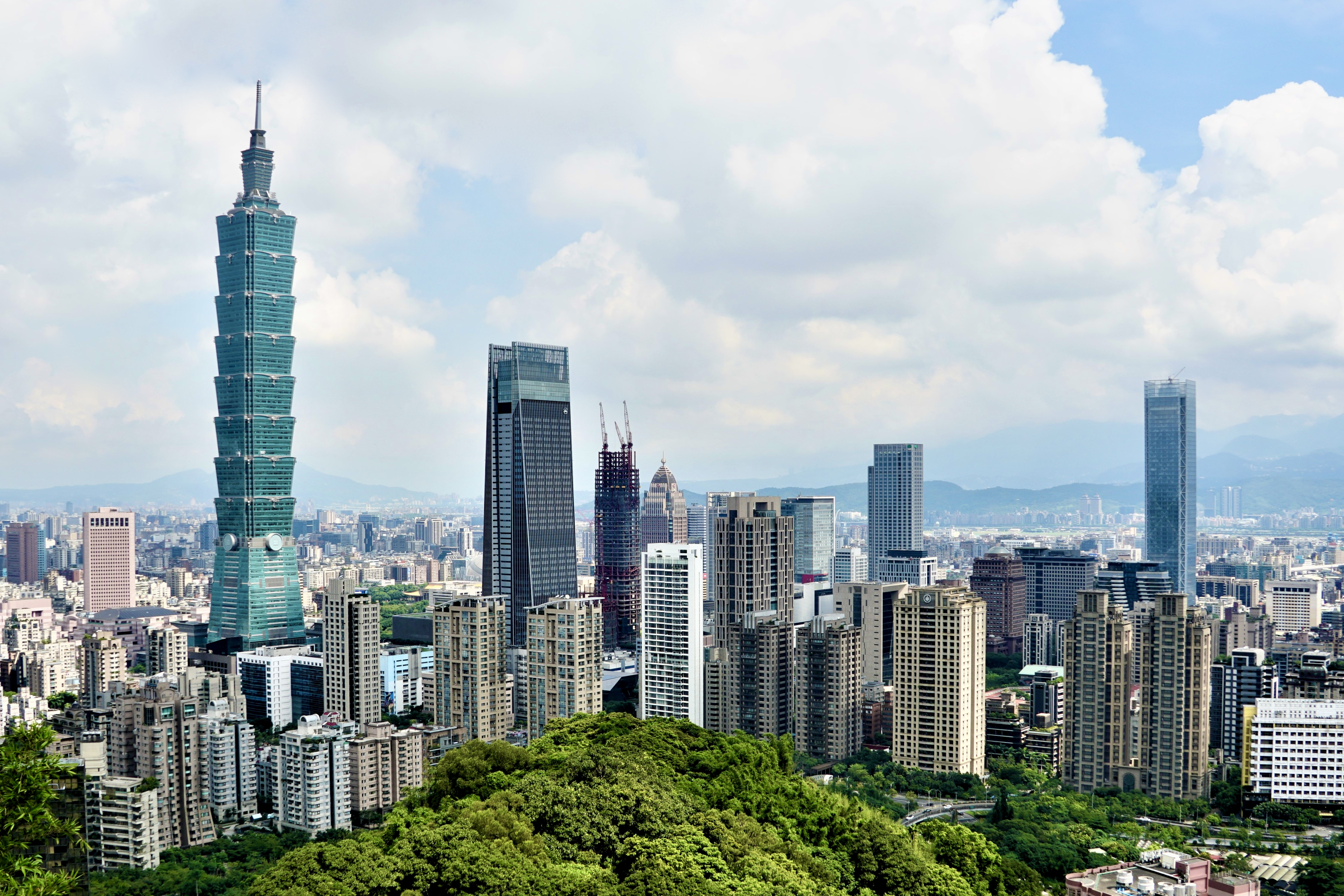
نمای افق تایپه، تایوان از کوه فیل در 29 ژوئن 2022

جهانشهر یا شهر جهانی (یا شهر آلفا یا مرکز جهانی) به شهری گفته می‌شود که نقش مهمی در نظام اقتصادی جهانی داشته باشد. این مفهوم از مطالعات شهری و جغرافیایی و دیگر مطالعات سرچشمه می‌گیرد که در آن می‌توان به درک جهانی‌سازی در ایجاد، تسهیل و نمایش وضعیت در یک منطقه جغرافیایی که در آن سلسله مراتب نفوذ عملیات سیستم جهانی در علم مالی و تجارت تعریف شده است، پرداخت. 